# 緑丘 (岡崎市)
緑丘（みどりがおか）は愛知県岡崎市大平地区の町名。現行行政地名は緑丘一丁目から緑丘三丁目。

## 地理
岡崎市の南に位置する。区画整理により丁番を持つが小字は持たない。

## 世帯数と人口
2019年（令和元年）5月1日現在の世帯数と人口は以下の通りである。
| 丁目       | 世帯数    | 人口    |
| ---------- | --------- | ------- |
| 緑丘一丁目 | 504世帯   | 1,178人 |
| 緑丘二丁目 | 442世帯   | 1,002人 |
| 緑丘三丁目 | 562世帯   | 1,338人 |
| 計         | 1,508世帯 | 3,518人 |

### 人口の変遷
国勢調査による人口の推移
| 1995年（平成7年）  | 2,826人 | [ 6 ]  |  |
| 2000年（平成12年） | 3,137人 | [ 7 ]  |  |
| 2005年（平成17年） | 3,263人 | [ 8 ]  |  |
| 2010年（平成22年） | 3,384人 | [ 9 ]  |  |
| 2015年（平成27年） | 3,499人 | [ 10 ] |  |

## 小・中学校の学区
市立小・中学校に通う場合、学区は以下の通りとなる。
| 丁目       | 番・番地等 | 小学校             | 中学校             |
| ---------- | ---------- | ------------------ | ------------------ |
| 緑丘一丁目 | 全域       | 岡崎市立緑丘小学校 | 岡崎市立竜南中学校 |
| 緑丘二丁目 | 全域       | 岡崎市立緑丘小学校 | 岡崎市立竜南中学校 |
| 緑丘三丁目 | 全域       | 岡崎市立緑丘小学校 | 岡崎市立竜南中学校 |

## 歴史
もともとは額田郡美合村、同福岡町、同岡崎村の一部であった。

### 沿革
- 1986年（昭和61年）11月13日 - 緑丘土地区画整理組合の事業により、上地町、若松町及び美合町の一部が緑丘1丁目に、上地町及び美合町の一部が緑丘2丁目に、美合町の一部が緑丘3丁目にそれぞれなった[1]。

## 交通
道路
- 愛知県道26号岡崎環状線（竜東メーンロード）
- 愛知県道326号桑谷柱線（緑丘通り）
- 愛知県道327号市場福岡線（藤川街道）

## 施設

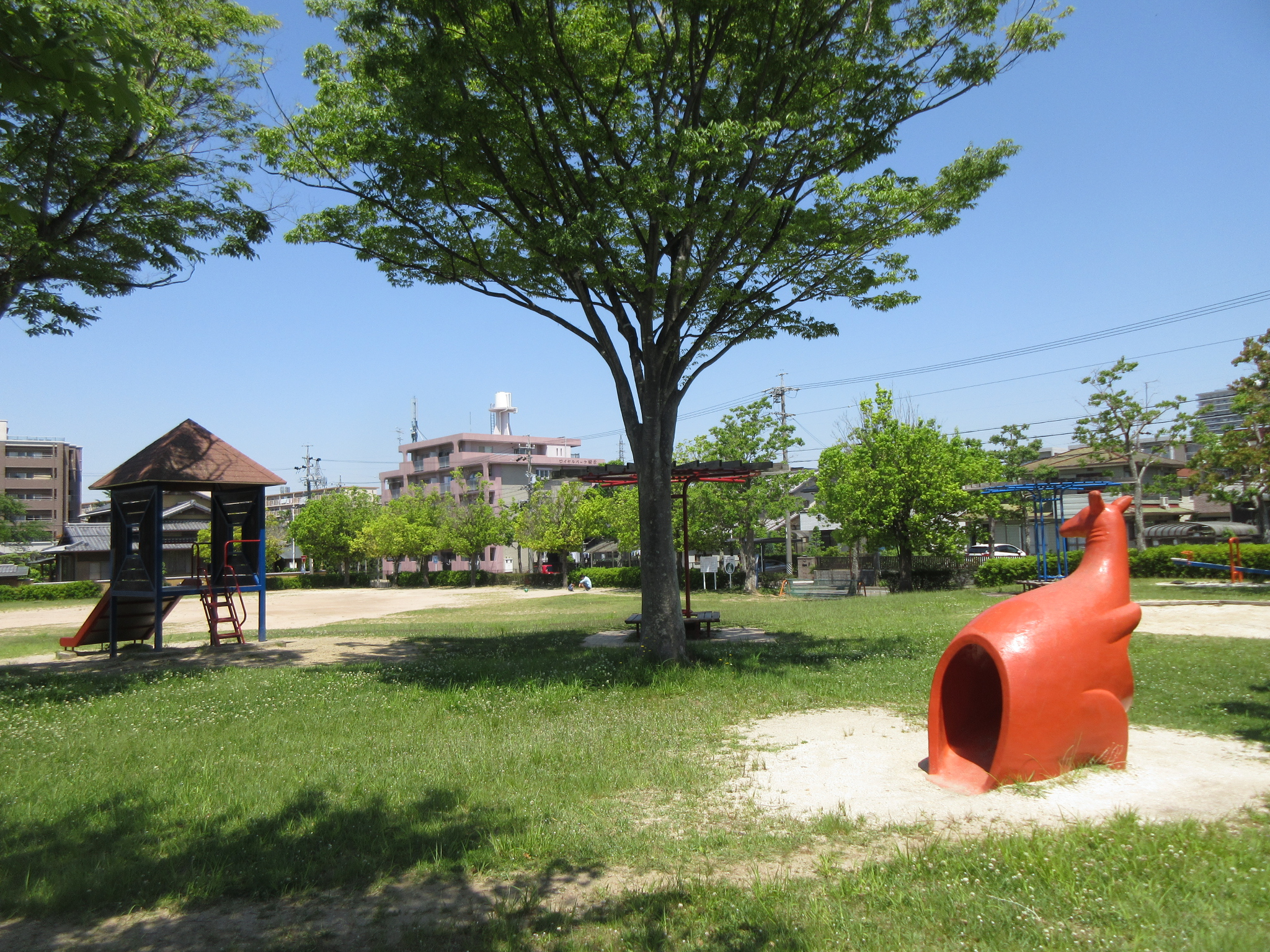
すみれ公園

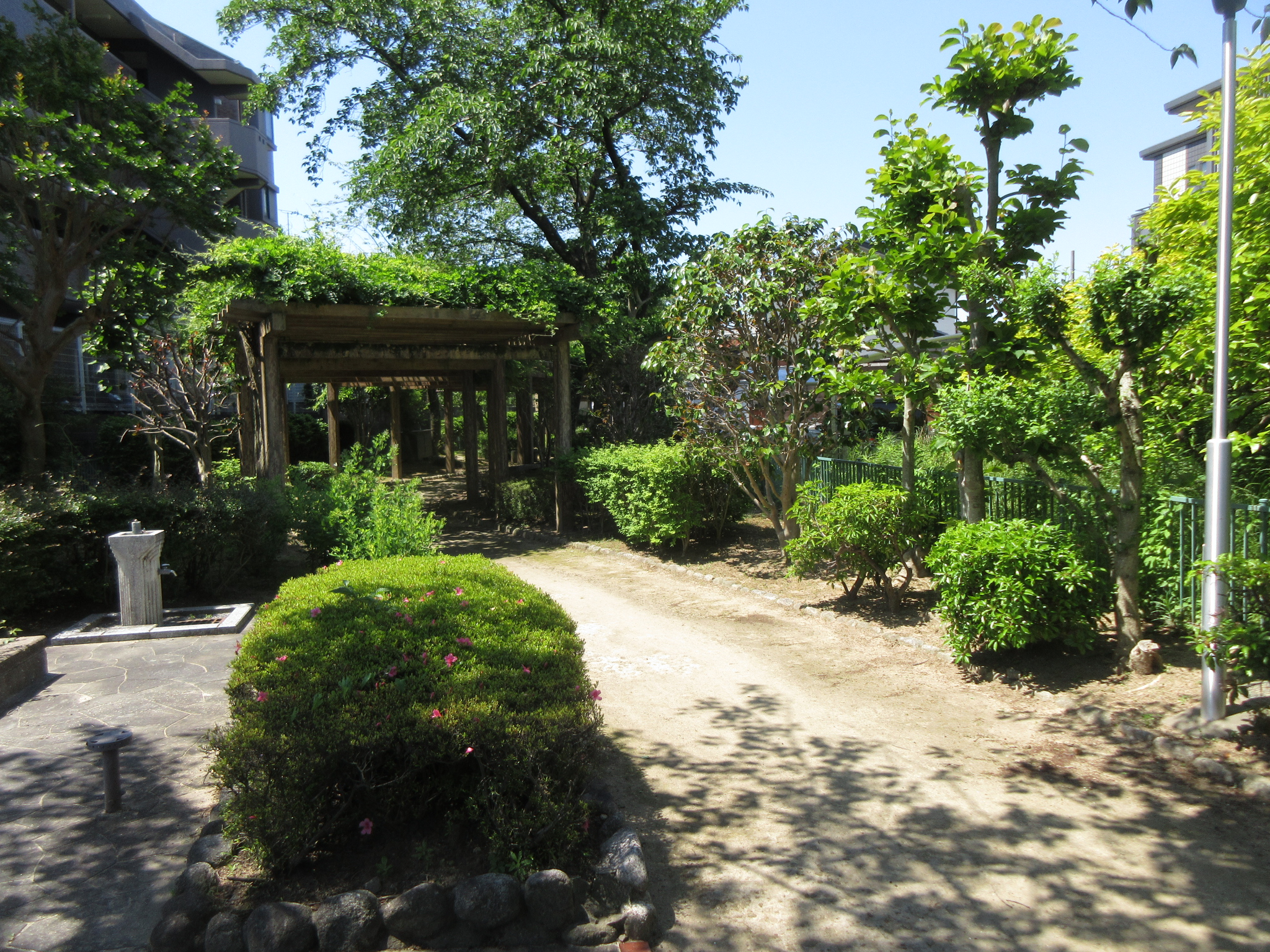
馬頭緑道

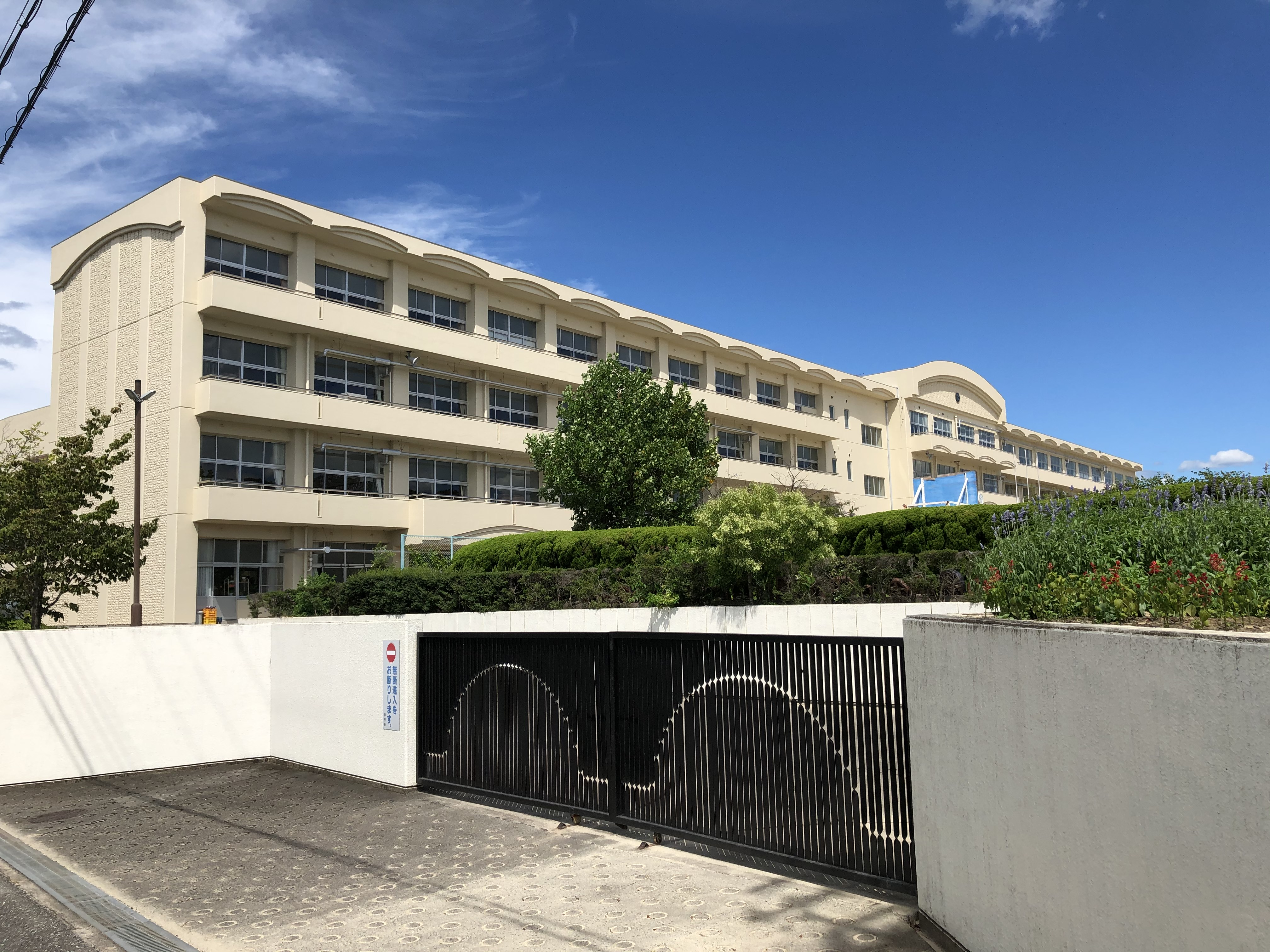
岡崎市立竜南中学校

### 周辺の施設
- みどり公園
- すみれ公園
- 馬頭緑道
- 岡崎信用金庫緑丘支店
- 蒲郡信用金庫緑丘支店
- シトロエン岡崎
- ゲオ岡崎緑丘店
- ドコモショップ岡崎緑丘店
- すき家岡崎緑丘店
- セブンイレブン岡崎緑丘2丁目店
- ファミリーマート岡崎緑丘店
- ローソンストア100岡崎緑丘店

### 教育施設
- 岡崎市立竜南中学校
- たつみ幼稚園

## その他

### 日本郵便
- 郵便番号 : 444-0806[4]（集配局：岡崎郵便局[12]）。

## 参考資料
- 「角川日本地名大辞典」編纂委員会 編『角川日本地名大辞典 23 愛知県』角川書店、1989年3月8日。ISBN 4-04-001230-5。
- 有限会社平凡社地方資料センター 編『日本歴史地名体系第23巻 愛知県の地名』平凡社、1981年。ISBN 4-582-49023-9。